# Bobrowniki (województwo zachodniopomorskie)
Bobrowniki (do 1945 niem. Beweringen) – wieś w Polsce położona w województwie zachodniopomorskim, w powiecie stargardzkim, w gminie Chociwel, na Pojezierzu Ińskim. Leży 6,5 km na południowy zachód od Chociwla (siedziby gminy) i 18 km na północny wschód od Stargardu (siedziby powiatu).
W latach 1975–1998 miejscowość administracyjnie należała do województwa szczecińskiego. 
Od 1955 we wsi wypieka się chleb wiejski wojenny – tradycyjny produkt kulinarny.

## Zabytki
- park dworski, pozostałość po dworze[4].
- kamienny kościół z przełomu XV i XVI wieku pod wezwaniem Narodzenia NMP, w centrum wsi. Jest to budowla jednosalowa, bez wyodrębnionego prezbiterium. W późniejszym okresie dobudowano drewnianą dzwonnicę, która nie stanowi integralnej całości ze świątynią. Obecnie[kiedy?] dzwonnica wymaga pilnego remontu. W 1965 roku stwierdzono zaginięcie rzeźby św. Jana Chrzciciela obecnej w kościele na pewno w 1961. W nocy z 25 na 26 października 2003 roku kościół został okradziony. Zginęła wówczas rzeźba Madonny z Dzieciątkiem oraz rzeźba św. Pawła.[5]